# ليليانيز

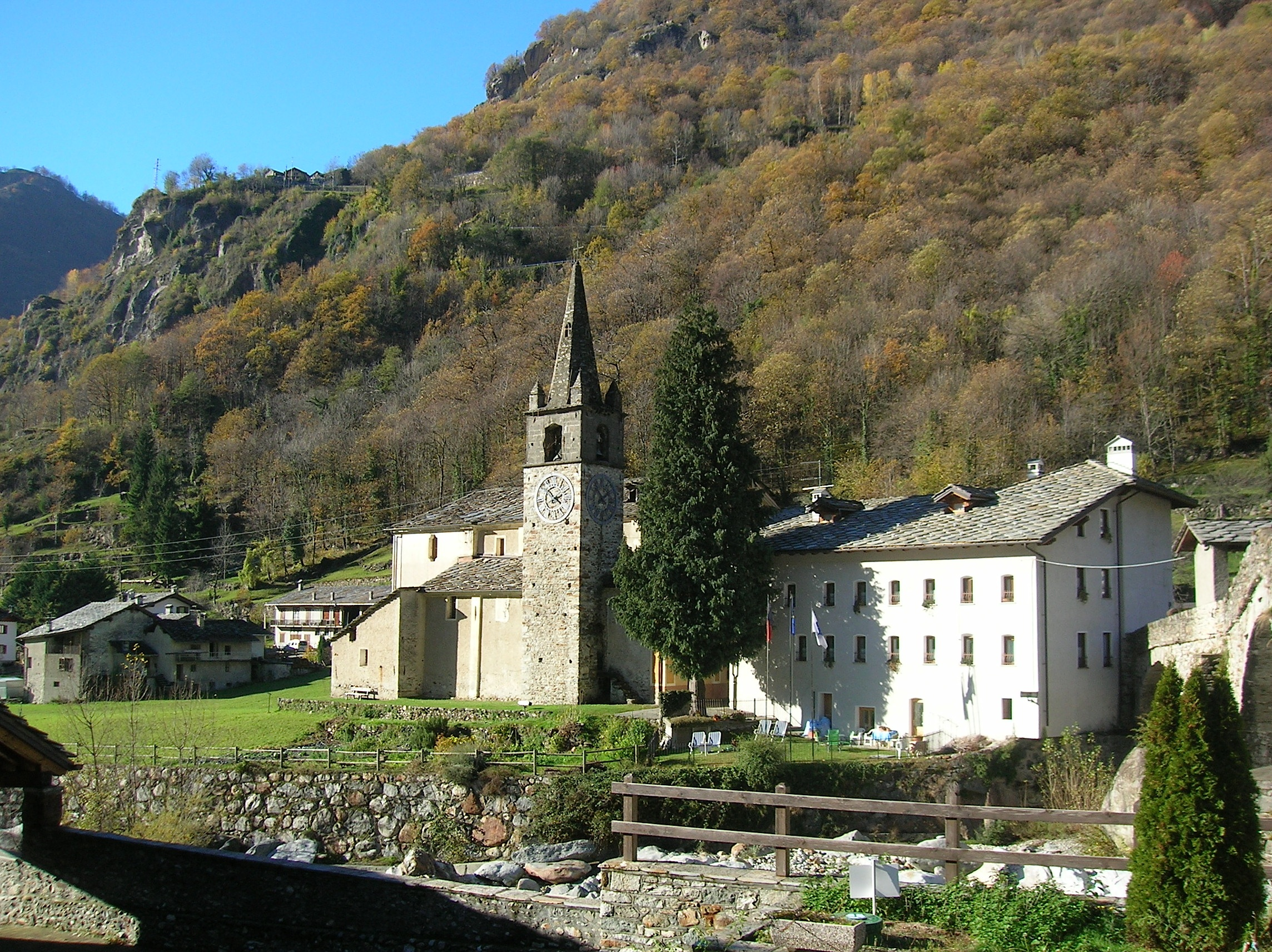
كنيسة الرعية.

ليليان ( فالدوتين : يين-اي ؛ إيسيم والسر ) هي بلدة ومدينة في منطقة وادي أوستا في شمال غرب إيطاليا.